# Donna De Lory
Donna De Lory é uma cantora, dançarina, backing vocal e compositora estadunidense. Ficou conhecida por trabalhar durante 21 anos como backing vocal de Madonna. Ela também trabalhou para Carly Simon, Ray Parker Jr., Kim Carnes, Santana, Laura Branigan, Belinda Carlisle e para cantora francesa Mylene Farmer.
Começou a trabalhar com Madonna em 1987, na Who's That Girl Tour. Nas audições para backing vocal da turnê, Donna DeLory começou a cantar com Madonna. A cantora se impressionou porque suas vozes eram bem semelhantes. Donna ganhou destaque na Blond Ambition Tour onde, junto com Madonna e Niki Harris, arrasavam nas performances. Sua última turnê com Madonna foi a Confessions Tour, em 2006. Também participou do Live Earth de 2007.

## Álbuns
- Donna De Lory (1993)
- Songs '95 (1995)
- Bliss (2001)
- Live & Acoustic (2002)
- In the Glow (2003)
- The Lover and the Beloved (2004)
- The Lover and the Beloved Radio DJ Mix (2004)
- Sky is Open (2006)
- Sanctuary (2008)

## Singles
- "Luck is an Angel" (1987)
- "Just a Dream" (1993)
- "Think It Over" (1993)
- "Praying For Love" (1993)
- "On and On" (2000)
- "My Destiny" (2006)

## Videografia
- 1990 Vogue (videoclipe)
- 1991 Truth Or Dare: In Bed With Madonna (Verdade ou Consequência: Na Cama com Madonna)
- 2005 I'm Going To Tell You A Secret

## Ligações Externas
- Site oficial
- Myspace
- IMDB